# AI-TV
『AI-TV』（エーアイ・ティーヴィー）は、フジテレビ系列で2017年10月30日から2018年3月12日まで毎週月曜日 23:00 - 23:40（『COOL TV』枠、JST）に放送されていたバラエティ番組である。

## 概要
2017年4月から2017年9月まで火曜未明（月曜深夜）にレギュラー放送された次世代スター発掘番組『新しい波24』のメンバーの中から選抜された若手芸人5組による番組。これまで「新しい波」シリーズからはユニットコント番組を制作されていたが、その系譜を止め、AIの導き出した企画コンセプトを元にした企画VTRを作成する番組となった。人型ロボットであるPepperが番組MCを務めたほかAI制作の新ネタも披露する企画も設けられた。
当初は、2017年10月23日開始予定 だったが、月9ドラマ『民衆の敵〜世の中、おかしくないですか!?〜』の放送開始日変更に伴い、1週間遅れの2017年10月30日開始となった。
番組プロモーションとして、AI-TVの説明VTRが制作され、楽曲は虹色侍が担当した。テーマソングにSuchmos「GAGA」を使用されているほか、番組内のBGMではオープニングを歌うSuchmosの楽曲が使われることが多い。テーマソングにのせてメンバーを紹介するオープニング映像はエンディングに用いられた。
2018年2月12日の放送で、4月より、同枠で石橋貴明（とんねるず）とミッツ・マングローブがMCを務める新番組『石橋貴明のたいむとんねる』が開始されることに伴い、当番組が同年3月をもって放送終了となる予定であることが正式に発表された。
最終回直前の3月5日にAI-TVの新メンバーオーディションを開催することが発表された。旧メンバーVSオーディションメンバーでネタ対決を行い、負けたメンバーはその時点で降板となり、最終回に出演出来ない。結果、ハナコに敗れた四千頭身と、バビロンに敗れたバッドナイスが降板した。
そして、同年3月12日を持って放送終了。前身番組「波24」時代から掲げていた2020年までに番組をゴールデンタイムに進出させる目標は達成できず、更に歴代の新しい波からの派生番組の中で最短の放送期間（半年）となってしまった。
しかし番組終了後、ハナコはキングオブコント2018、霜降り明星は最年少でM-1グランプリ2018、ゆりやんレトリィバァは女芸人No.1決定戦 THE W2017・R-1ぐらんぷり2021でそれぞれ優勝、四千頭身は芸人としては最年少でオールナイトニッポンのパーソナリティを担当するなど功績をあげ、次々とブレイクを果たしている。番組としては短期間で終了したものの、ここで東西・事務所の垣根を超えて築かれた出演者同士の関係が、いわゆるお笑い第七世代の基盤となった。
また、霜降り明星とハナコは当番組がゴールデンタイムまで送り出す目標だった2020年から1年後の2021年にフジテレビのゴールデンタイムで開始されたコント番組『新しいカギ』で再び共演している。

## 出演者
MC
- Pepper

レギュラー
- 霜降り明星（せいや・粗品）
- バッドナイス（内田英輔・バッドナイス常田）- 第1回から3月5日放送分まで
- フースーヤ（田中ショータイム・谷口理）
- ゆりやんレトリィバァ
- 四千頭身（後藤拓実・都築拓紀・石橋遼大）- 第1回から3月5日放送分まで
- バビロン（太田圭介・ノリ・千葉恵）-3月5日放送と最終回（3月12日放送）
- ハナコ（菊田竜大・秋山寛貴・岡部大）-3月5日放送と最終回（3月12日放送）

## 企画
毎週交代で、メンバーが漫才・コント・ロケ企画を披露していく。
色つけさせてもらっていいですか?
AI技術を使い白黒写真に色をつけるソフトを紹介し、高齢者の家などを訪問し、そのソフトを使い当時の思い出を語るVTR企画。
OK Googleを用いて検索した、JKの履歴をのぞき見しよう
ゆりやんが、様々な女子の携帯の履歴をチェックしていく企画。芸人の履歴をチェックすることもある（例としてサンシャイン池崎など）。
D-Live（ディー・ライブ）
運転手は内田、助手席にはゆりやん、そして後部座席に大学生のアカペラサークルのメンバーを置き、アカペラで歌う企画。ゆりやんも時々混ざって一緒にアカペラをすることもある。
隣に女性を乗せないと前進できない東京 - 大阪500kmの逆ヒッチハイクの旅
せいやが車の運転を務め、女性に声をかけて一緒に車に乗ってもらうことで、目的の大阪を目指す企画。1月22日放送回で大阪に到着したが、今度は福岡を目指して逆ヒッチハイクしていくこととなる。口にキスしてもらったらボーナス100キロメートル進めるが、してもらえなかったら現地点に戻るというシステムも追加された。
ルンバさせてもらってもいいですか？
フースーヤの2人が街行く人の中から独断と偏見で部屋が汚そうな女性に声を掛け、自宅を訪問。部屋に溢れているゴミを片付け、最後にルンバで仕上げを行うロケ企画。
日本三大ブス都市で石原さとみ級の美女探し
名古屋チーム（粗品・ゆりやん・フースーヤ）・水戸チーム（バッドナイス・四千頭身）に分かれて、美しさのランクを評価できるアプリを使い美女を探していくバトル企画。水戸が4.8と高評価の美女を探し勝利。名古屋チームは、粗品の同級生が2人参加し高評価を獲得。
ゆり山マネージャー
　  AI-TVのメンバーのTV出演の希望聞いてアポ取りをする設定。
ネタコーナー
毎週、2組ずつネタを見せる。
アーモニーゲーム
指名された1人がカードを引き、引いた人の名前を言いつつはじめに「〇〇から始まる」と引いた本人が言った後に全員で「イェーイ!」と親指を立て、「アーモニーゲーム」とまた引いた人が言った後に全員で「イェーイ!」と親指を立てながら叫ぶ。その後、松田聖子の『青い珊瑚礁』・八神純子の『みずいろの雨』・aikoの『テトラポッド』or『ボーイフレンド』の出だしを歌う。そして、オチを全員で歌い、何を歌ったか揃えられたら成功となる。2017年12月11日の放送で、新たにPerfumeの『イミテーションワールド』が追加された。ゲストはSILENT SIREN、松田るかなど。
いきなり!フースーヤゲーム
フースーヤの持ちネタをもじった親子ゲーム。罰ゲームは番組特製のフー酢（フースーヤの名にちなんだお酢）を飲む。

### 放送リスト
| 2017年-2018年 | 2017年-2018年   | 2017年-2018年                                       | 2017年-2018年                                          | 2017年-2018年                                                                                     | 2017年-2018年     |
| 回            | 放送日          | 題材                                                | 企画                                                   | ゲスト                                                                                            | 備考              |
| ------------- | --------------- | --------------------------------------------------- | ------------------------------------------------------ | ------------------------------------------------------------------------------------------------- | ----------------- |
| 1             | 2017年 10月30日 | Pepper                                              | フースーヤのギャグ                                     |                                                                                                   | 15分遅延（23:15-) |
| 1             | 2017年 10月30日 |                                                     | 番組紹介ソング                                         | 虹色侍                                                                                            | 15分遅延（23:15-) |
| 1             | 2017年 10月30日 | AI-CDβ                                              | D-Live                                                 | 明治大学DIVA!!                                                                                    | 15分遅延（23:15-) |
| 1             | 2017年 10月30日 | ネタコーナー（霜降り明星、四千頭身）                |                                                        |                                                                                                   | 15分遅延（23:15-) |
| 1             | 2017年 10月30日 | 白黒写真をカラーにするAI                            | 色つけさせてもらっていいですか?                        | 石川博                                                                                            | 15分遅延（23:15-) |
| 1             | 2017年 10月30日 | 視聴率予測AI                                        | 当番組初回OAの視聴率予測発表                           |                                                                                                   | 15分遅延（23:15-) |
| 1             | 2017年 10月30日 | ルンバ                                              | AIショートドラマ「お掃除ロボットルンバ編」             |                                                                                                   | 15分遅延（23:15-) |
| 2             | 11月6日         | （なし）                                            | ネタコーナー（フースーヤ）                             |                                                                                                   |                   |
| 2             | 11月6日         | OK Google                                           | OK Googleを用いて検索したJKの履歴をのぞき見しよう      |                                                                                                   |                   |
| 2             | 11月6日         | Siri                                                | スマホで出来るグルメ企画                               |                                                                                                   |                   |
| 2             | 11月6日         | Siri                                                | コント「私もうダメだ…～雪山編～」                      |                                                                                                   |                   |
| 2             | 11月6日         | 白黒写真をカラーにするAI                            | 色つけさせてもらっていいですか?                        |                                                                                                   |                   |
| 2             | 11月6日         | Pepper                                              | ロボギャグ「朝ごはんスロット」                         |                                                                                                   |                   |
| 3             | 11月13日        |                                                     | ネタコーナー（ゆりやんレトリィバァ、四千頭身）         | Niki                                                                                              |                   |
| 3             | 11月13日        | 白黒写真をカラーにするAI                            | 色つけさせてもらっていいですか?大阪編                  | Niki                                                                                              |                   |
| 3             | 11月13日        | Google Home                                         | 話題のAIスピーカーを使ってドッキリをするとどうなる？   | Niki                                                                                              |                   |
| 3             | 11月13日        | AI-CDβ                                              | 企画を作る人工知能の言う通りにVTRを作るとどうなる？    | Niki                                                                                              |                   |
| 3             | 11月13日        | OK Google                                           | OK Googleの音声履歴で人気モデルの私生活を暴く          | Niki                                                                                              |                   |
| 3             | 11月13日        | Pepper                                              | ロボギャグ「ロボ百裂拳」                               | Niki                                                                                              |                   |
| 4             | 11月20日        |                                                     | ネタコーナー（バッドナイス）                           |                                                                                                   |                   |
| 4             | 11月20日        | 作詞AI                                              | 作詞ができる人工知能でフースーヤの新ギャグを作ってみる | 坂本真樹                                                                                          |                   |
| 4             | 11月20日        | AI-CD β                                             | 人工知能の指令で作った新感覚ゲーム「アーモニーゲーム」 | 久間田琳加                                                                                        |                   |
| 4             | 11月20日        | OK Google                                           | OK Google 音声履歴チェック                             | サンシャイン池崎                                                                                  |                   |
| 5             | 11月27日        | AI-CD β                                             | 人工知能の指令で作った新感覚ゲーム「アーモニーゲーム」 |                                                                                                   |                   |
| 5             | 11月27日        |                                                     | 助手席ヒッチハイク                                     | 久間田琳加、松田るか                                                                              |                   |
| 5             | 11月27日        | ネタコーナー（霜降り明星）                          |                                                        |                                                                                                   |                   |
| 6             | 12月4日         |                                                     | オープニングアクト「ユリヤナ・グランデ」               |                                                                                                   |                   |
| 6             | 12月4日         | ルンバ                                              | ルンバさせてもらってもいいですか？                     |                                                                                                   |                   |
| 6             | 12月4日         | ルンバ                                              | ネタコーナー（四千頭身×ルンバ）                        |                                                                                                   |                   |
| 6             | 12月4日         | 助手席ヒッチハイク                                  |                                                        |                                                                                                   |                   |
| 7             | 12月11日        | AI-CD β                                             | アーモニーゲーム                                       | Silent Siren                                                                                      |                   |
| 7             | 12月11日        | AI-CD β                                             | いきなりフースーヤゲーム                               | Silent Siren                                                                                      |                   |
| 7             | 12月11日        | ネタコーナー（粗品、ゆりやんレトリィバァ）          |                                                        |                                                                                                   |                   |
| 8             | 12月18日        | Deeplooks                                           | 石原さとみ級の美女探し                                 | ワタナベマホト                                                                                    |                   |
| 8             | 12月18日        | 助手席ヒッチハイク                                  |                                                        |                                                                                                   |                   |
| 8             | 12月18日        | ネタコーナー（ゆりやんレトリィバァ）                |                                                        |                                                                                                   |                   |
| 9             | 12月25日        | ルンバ                                              | ルンバさせてもらってもいいですか？                     | GLITTER☆                                                                                          | 15分遅延（23:15-) |
| 9             | 12月25日        | 助手席ヒッチハイク                                  |                                                        |                                                                                                   | 15分遅延（23:15-) |
| 9             | 12月25日        | AI-CD β                                             | いきなりフースーヤゲーム                               | ワタナベマホト                                                                                    | 15分遅延（23:15-) |
| 10            | 2018年 1月15日  | Deeplooks                                           | 都内の美女全部撮る                                     | ワタナベマホト                                                                                    | 15分遅延（23:15-) |
| 11            | 1月22日         |                                                     | 助手席ヒッチハイク                                     |                                                                                                   |                   |
| 11            | 1月22日         | YAMAHAの演奏システム                                | YAMAHAの最新鋭ピアノAIで人工知能×人類のピアノ二重奏    |                                                                                                   |                   |
| 11            | 1月22日         | Siri                                                | コント「監禁」                                         |                                                                                                   |                   |
| 11            | 1月22日         | ネタコーナー（バッドナイス常田）                    |                                                        |                                                                                                   |                   |
| 12            | 1月29日         | ルンバ                                              | ルンバで女子のお部屋ぜんぶ掃除する                     | 窪田美沙（仮面女子）                                                                              |                   |
| 12            | 1月29日         | 白黒写真をカラーにするAI                            | 色つけさせてもらっていいですか?                        |                                                                                                   |                   |
| 12            | 1月29日         | 小説を書くAI                                        | THE NEWS AI                                            |                                                                                                   |                   |
| 12            | 1月29日         | コント「ちょっと未来の小説家」                      |                                                        |                                                                                                   |                   |
| 12            | 1月29日         | ネタコーナー（バッドナイス常田）                    |                                                        |                                                                                                   |                   |
| 13            | 2月5日          |                                                     | 助手席ヒッチハイク２                                   |                                                                                                   |                   |
| 13            | 2月5日          | Microsoftの人工知能                                 | AIでそっくりさん探し                                   |                                                                                                   |                   |
| 14            | 2月12日         |                                                     | 【悲報】AI-TV、3月で終わるってよ                       |                                                                                                   | 15分遅延（23:15-) |
| 14            | 2月12日         | Deeplooks                                           | 日本三大ブス都市で石原さとみ級の美女探し               |                                                                                                   | 15分遅延（23:15-) |
| 15            | 2月19日         | じゃんけんAI、会計AI、万引き防止AI                  | 人工知能vs人類 3本勝負                                 |                                                                                                   |                   |
| 15            | 2月19日         | 助手席ヒッチハイク２                                |                                                        |                                                                                                   |                   |
| 15            | 2月19日         | 議題 ゆりやんの恋はどうなった？                     |                                                        |                                                                                                   |                   |
| 16            | 2月26日         |                                                     | ゆり山マネージャー                                     |                                                                                                   |                   |
| 16            | 2月26日         | 助手席ヒッチハイク2                                 |                                                        |                                                                                                   |                   |
| 16            | 2月26日         | ネタコーナー（バッドナイス）                        |                                                        |                                                                                                   |                   |
| 16            | 2月26日         | Google                                              | THE NEWS AI                                            |                                                                                                   |                   |
| 16            | 2月26日         | コント「ちょっと未来の電気屋さん」                  |                                                        |                                                                                                   |                   |
| 17            | 3月5日          |                                                     | AI-TVメンバー入れ替えオーディション                    | ハナコ、さや香、こゝろ、バビロン、どんぐりパワーズ ワタナベマホト、ゆみーる（GLITTER☆）、牧原俊幸 |                   |
| 18            | 3月12日         |                                                     | 街角！知名度チェック                                   |                                                                                                   |                   |
| 18            | 3月12日         | 助手席ヒッチハイク2                                 |                                                        |                                                                                                   |                   |
| 18            | 3月12日         | 売り込みVTR                                         |                                                        |                                                                                                   |                   |
| 18            | 3月12日         | ゆりやんが片思いの相手とドライブ 2人の恋の行方は…？ |                                                        |                                                                                                   |                   |

## ネット局と放送時間
| 放送対象地域   | 放送局                    | 系列           | 放送時間（JST）      | ネット状況・備考・脚注 |
| -------------- | ------------------------- | -------------- | -------------------- | ---------------------- |
| 関東広域圏     | フジテレビ（CX）          | フジテレビ系列 | 月曜日 23:00 - 23:40 | 【制作局】             |
| 北海道         | 北海道文化放送（uhb）     | フジテレビ系列 | 月曜日 23:00 - 23:40 | 同時ネット             |
| 岩手県         | 岩手めんこいテレビ（mit） | フジテレビ系列 | 月曜日 23:00 - 23:40 | 同時ネット             |
| 宮城県         | 仙台放送（OX）            | フジテレビ系列 | 月曜日 23:00 - 23:40 | 同時ネット             |
| 秋田県         | 秋田テレビ（AKT）         | フジテレビ系列 | 月曜日 23:00 - 23:40 | 同時ネット             |
| 山形県         | さくらんぼテレビ（SAY）   | フジテレビ系列 | 月曜日 23:00 - 23:40 | 同時ネット             |
| 福島県         | 福島テレビ（FTV）         | フジテレビ系列 | 月曜日 23:00 - 23:40 | 同時ネット             |
| 新潟県         | 新潟総合テレビ（NST）     | フジテレビ系列 | 月曜日 23:00 - 23:40 | 同時ネット             |
| 長野県         | 長野放送（NBS）           | フジテレビ系列 | 月曜日 23:00 - 23:40 | 同時ネット             |
| 静岡県         | テレビ静岡（SUT）         | フジテレビ系列 | 月曜日 23:00 - 23:40 | 同時ネット             |
| 富山県         | 富山テレビ（BBT）         | フジテレビ系列 | 月曜日 23:00 - 23:40 | 同時ネット             |
| 石川県         | 石川テレビ（ITC）         | フジテレビ系列 | 月曜日 23:00 - 23:40 | 同時ネット             |
| 福井県         | 福井テレビ（FTB）         | フジテレビ系列 | 月曜日 23:00 - 23:40 | 同時ネット             |
| 中京広域圏     | 東海テレビ（THK）         | フジテレビ系列 | 月曜日 23:00 - 23:40 | 同時ネット             |
| 近畿広域圏     | 関西テレビ（KTV）         | フジテレビ系列 | 月曜日 23:00 - 23:40 | 同時ネット             |
| 島根県・鳥取県 | 山陰中央テレビ（TSK）     | フジテレビ系列 | 月曜日 23:00 - 23:40 | 同時ネット             |
| 岡山県・香川県 | 岡山放送（OHK）           | フジテレビ系列 | 月曜日 23:00 - 23:40 | 同時ネット             |
| 広島県         | テレビ新広島（tss）       | フジテレビ系列 | 月曜日 23:00 - 23:40 | 同時ネット             |
| 愛媛県         | テレビ愛媛（EBC）         | フジテレビ系列 | 月曜日 23:00 - 23:40 | 同時ネット             |
| 高知県         | 高知さんさんテレビ（KSS） | フジテレビ系列 | 月曜日 23:00 - 23:40 | 同時ネット             |
| 福岡県         | テレビ西日本（TNC）       | フジテレビ系列 | 月曜日 23:00 - 23:40 | 同時ネット             |
| 佐賀県         | サガテレビ（sts）         | フジテレビ系列 | 月曜日 23:00 - 23:40 | 同時ネット             |
| 長崎県         | テレビ長崎（KTN）         | フジテレビ系列 | 月曜日 23:00 - 23:40 | 同時ネット             |
| 熊本県         | テレビ熊本（TKU）         | フジテレビ系列 | 月曜日 23:00 - 23:40 | 同時ネット             |
| 鹿児島県       | 鹿児島テレビ（KTS）       | フジテレビ系列 | 月曜日 23:00 - 23:40 | 同時ネット             |
| 沖縄県         | 沖縄テレビ（OTV）         | フジテレビ系列 | 月曜日 23:00 - 23:40 | 同時ネット             |

## スタッフ
- 構成：長谷川優、金森直哉、深田憲作、中藤洋、高橋邦彦
- ナレーター：西野嘉良子
- TP：児玉洋（フジテレビ）
- TM：橋本雄司
- SW：伊郷憲二
- CAM：渡邊健太郎
- VE：山下将平
- AUD：松本良道
- LD：川勝大輔
- 音響効果：高津浩史
- 編集：増田徳樹
- MA：小林由愛子
- 美術制作：三竹寛典・双川正文（フジテレビ）
- デザイン：永井達也
- 美術進行：西嶋友里、鈴木あみ（フジアール）
- 大道具：浅見大、畠山茂（チトセアート）
- アクリル装飾：堀内重彰（ヤマモリ）
- 電飾：加藤直（テルミック）
- 装飾：牛沢直樹（テレフィット）
- メイク：三宅杏奈（山田かつら）
- 衣裳：木村美姫（東京衣裳）
- 持道具：若林瑞帆（京阪商会）
- CG：千代祥子、高橋康之、小林美穂
- 広報：高木秀幸
- 技術協力：ニューテレス、IMAGICA、fmt
- 協力：SoftBank、よしもとロボット研究所他
- デスク：亀井幸恵
- TK：色摩涼
- AP：石川敬大（フジテレビ）、佐藤恵里
- FD：大村昂平（フジテレビ）
- AD：片岡新己留（フジテレビ）、石井千晶、金藤真奈
- ディレクター：飯島冬貴（K-max）、浦川瞬、冨田直伸・佐々木崇人（フジテレビ）、宮本一繋
- 演出：石川隼（フジテレビ）
- プロデューサー：北口富紀子（フジテレビ）
- 制作著作：フジテレビ